# جغرافیای سیاسی خاورمیانه و شمال آفریقا
جغرافیای سیاسی خاورمیانه و شمال آفریقا کتابی از الاسدیر درایسدل و جرالداچ. بلیک با ترجمهٔ دره میر حیدر (مهاجرانی) است که در سال ۱۳۶۹ منتشر و در مراسم کتاب سال جمهوری اسلامی ایران به‌عنوان کتاب برگزیده معرفی شد.